# Laetesia pulcherrima
Laetesia pulcherrima är en spindelart som beskrevs av A. David Blest och Vink 2003. Laetesia pulcherrima ingår i släktet Laetesia och familjen täckvävarspindlar. Inga underarter finns listade i Catalogue of Life.